# Dasychira glaucoptera
Dasychira glaucoptera är en fjärilsart som beskrevs av Collenette 1934. Dasychira glaucoptera ingår i släktet Dasychira och familjen tofsspinnare. Inga underarter finns listade i Catalogue of Life.